# 12439 Okasaki
12439 Okasaki este un asteroid din centura principală de asteroizi.

## Descriere
12439 Okasaki este un asteroid din centura principală de asteroizi. A fost descoperit pe 15 februarie 1996 la Nanyo de Tomimaru Okuni. El prezintă o orbită caracterizată de o semiaxă mare de 3,14 ua, o excentricitate de 0,13 și o înclinație de 2,2° în raport cu ecliptica.